# Indigofera williamsonii
Indigofera williamsonii là một loài thực vật có hoa trong họ Đậu. Loài này được (Harv.) N.E.Br. miêu tả khoa học đầu tiên.